# Liste der Wimbledonsieger (Junioreneinzel)
Diese Liste enthält alle Finalisten im Junioreneinzel bei den Wimbledon Championships. Das Event wurde 1947 das erste Mal ausgespielt. Bisher gelang es vier Spielern nach dem Titelgewinn bei den Junioren auch den Titel auf der Profi-Tour zu gewinnen: Björn Borg (1972 und 1976–1980), Pat Cash (1982 und 1987), Stefan Edberg (1983 und 1988, 1990) sowie Roger Federer (1998 und 2003–2007, 2009, 2012, 2017). Mehrmals gewinnen konnten die Spieler den Titel chronologisch und jeweils zweimal in Folge Staffan Stockenberg, Wladimir Korotkow, Byron Bertram, Billy Martin.
| Jahr                | Sieger                         | Finalgegner                    | Ergebnis                       |
| ------------------- | ------------------------------ | ------------------------------ | ------------------------------ |
| 1947                | Kurt Nielsen                   | Sven Davidson                  | 8:6, 6:1, 9:7                  |
| 1948                | Staffan Stockenberg            | Dezső Vad                      | 6:0, 6:8, 5:7, 6:4, 6:2        |
| 1949                | Staffan Stockenberg            | John Horn                      | 6:2, 6:1                       |
| 1950                | John Horn                      | Kamel Moubarek                 | 6:0, 6:2                       |
| 1951                | Johann Kupferburger            | Kamel Moubarek                 | 8:6, 6:4                       |
| 1952                | Bobby Wilson                   | Trevor Fancutt                 | 6:3, 6:3                       |
| 1953                | Billy Knight                   | Ramanathan Krishnan            | 7:5, 6:4                       |
| 1954                | Ramanathan Krishnan            | Ashley Cooper                  | 6:2, 7:5                       |
| 1955                | Mike Hann                      | Jan-Erik Lundqvist             | 6:0, 11:9                      |
| 1956                | Ronald Holmberg                | Rod Laver                      | 6:1, 6:1                       |
| 1957                | Jimmy Tattersall               | Ivo Ribeiro                    | 6:2, 6:1                       |
| 1958                | Earl Buchholz                  | Premjit Lall                   | 6:1, 6:3                       |
| 1959                | Toomas Leius                   | Ronald Barnes                  | 6:2, 6:4                       |
| 1960                | Rodney Mandelstam              | Jaidip Mukerjea                | 1:6, 8:6, 6:4                  |
| 1961                | Clark Graebner                 | Ernst Blanke                   | 6:3, 9:7                       |
| 1962                | Stanley Matthews               | Alexander Metreweli            | 6:2, 6:4                       |
| 1963                | Nicky Kalogeropoulos           | Ismail El Shafei               | 6:3, 6:3                       |
| 1964                | Ismail El Shafei               | Wladimir Korotkow              | 6:2, 6:3                       |
| 1965                | Wladimir Korotkow              | Georges Goven                  | 6:2, 3:6, 6:2                  |
| 1966                | Wladimir Korotkow              | Brian Fairlie                  | 6:3, 11:9                      |
| 1967                | Manuel Orantes                 | Mike Estep                     | 6:2, 6:0                       |
| 1968                | John Alexander                 | Jacques Thamin                 | 6:1, 6:2                       |
| Beginn der Open Era |                                |                                |                                |
| 1969                | Byron Bertram                  | John Alexander                 | 7:5, 5:7, 6:4                  |
| 1970                | Byron Bertram                  | Frank Gebert                   | 6:0, 6:3                       |
| 1971                | Robert Kreiss                  | Stephen Warboys                | 2:6, 6:4, 6:3                  |
| 1972                | Björn Borg                     | Buster Mottram                 | 6:3, 4:6, 7:5                  |
| 1973                | Billy Martin                   | Colin Dowdeswell               | 6:2, 6:4                       |
| 1974                | Billy Martin                   | Ashok Amritraj                 | 6:2, 6:1                       |
| 1975                | Chris Lewis                    | Ricardo Ycaza                  | 6:1, 6:4                       |
| 1976                | Heinz Günthardt                | Peter Elter                    | 6:4, 7:5                       |
| 1977                | Van Winitsky                   | Eliot Teltscher                | 6:1, 1:6, 8:6                  |
| 1978                | Ivan Lendl                     | Jeff Turpin                    | 6:3, 6:4                       |
| 1979                | Ramesh Krishnan                | Dave Siegler                   | 6:0, 6:2                       |
| 1980                | Thierry Tulasne                | Hans-Dieter Beutel             | 6:4, 3:6, 6:4                  |
| 1981                | Matt Anger                     | Pat Cash                       | 7:6, 7:5                       |
| 1982                | Pat Cash                       | Henrik Sundström               | 6:4, 6:7, 6:3                  |
| 1983                | Stefan Edberg                  | John Frawley                   | 6:3, 7:6                       |
| 1984                | Mark Kratzmann                 | Stefan Kruger                  | 6:4, 4:6, 6:3                  |
| 1985                | Leonardo Lavalle               | Eduardo Vélez                  | 6:4, 6:4                       |
| 1986                | Eduardo Vélez                  | Javier Sánchez                 | 6:3, 7:5                       |
| 1987                | Diego Nargiso                  | Jason Stoltenberg              | 7:6, 6:4                       |
| 1988                | Nicolás Pereira                | Guillaume Raoux                | 7:6, 6:2                       |
| 1989                | Nicklas Kulti                  | Todd Woodbridge                | 6:4, 6:3                       |
| 1990                | Leander Paes                   | Marcos Ondruska                | 7:5, 2:6, 6:4                  |
| 1991                | Thomas Enqvist                 | Michael Joyce                  | 6:4, 6:3                       |
| 1992                | David Škoch                    | Brian Dunn                     | 6:4, 6:3                       |
| 1993                | Răzvan Sabău                   | Jimy Szymanski                 | 6:1, 6:3                       |
| 1994                | Scott Humphries                | Mark Philippoussis             | 7:6, 3:6, 6:4                  |
| 1995                | Olivier Mutis                  | Nicolas Kiefer                 | 6:2, 6:2                       |
| 1996                | Uladsimir Waltschkou           | Ivan Ljubičić                  | 3:6, 6:2, 6:3                  |
| 1997                | Wesley Whitehouse              | Daniel Elsner                  | 6:3, 7:6                       |
| 1998                | Roger Federer                  | Irakli Labadse                 | 6:4, 6:4                       |
| 1999                | Jürgen Melzer                  | Kristian Pless                 | 7:6, 6:3                       |
| 2000                | Nicolas Mahut                  | Mario Ančić                    | 3:6, 6:3, 7:5                  |
| 2001                | Roman Valent                   | Gilles Müller                  | 3:6, 7:5, 6:3                  |
| 2002                | Todd Reid                      | Lamine Ouahab                  | 7:5, 6:4                       |
| 2003                | Florin Mergea                  | Chris Guccione                 | 6:2, 7:6                       |
| 2004                | Gaël Monfils                   | Miles Kasiri                   | 7:5, 7:6                       |
| 2005                | Jérémy Chardy                  | Robin Haase                    | 6:4, 6:3                       |
| 2006                | Thiemo de Bakker               | Marcin Gawron                  | 6:2, 7:64                      |
| 2007                | Donald Young                   | Uladsimir Ihnazik              | 7:5, 6:1                       |
| 2008                | Grigor Dimitrow                | Henri Kontinen                 | 7:5, 6:3                       |
| 2009                | Andrei Kusnezow                | Jordan Cox                     | 4:6, 6:2, 6:2                  |
| 2010                | Márton Fucsovics               | Benjamin Mitchell              | 6:4, 6:4                       |
| 2011                | Luke Saville                   | Liam Broady                    | 2:6, 6:4, 6:2                  |
| 2012                | Filip Peliwo                   | Luke Saville                   | 7:5, 6:4                       |
| 2013                | Gianluigi Quinzi               | Chung Hyeon                    | 7:5, 7:62                      |
| 2014                | Noah Rubin                     | Stefan Kozlov                  | 6:4, 4:6, 6:3                  |
| 2015                | Reilly Opelka                  | Mikael Ymer                    | 7:65, 6:4                      |
| 2016                | Denis Shapovalov               | Alex de Minaur                 | 4:6, 6:1, 6:3                  |
| 2017                | Alejandro Davidovich Fokina    | Axel Geller                    | 7:62, 6:3                      |
| 2018                | Tseng Chun-hsin                | Jack Draper                    | 6:1, 6:72, 6:4                 |
| 2019                | Shintarō Mochizuki             | Carlos Gimeno Valero           | 6:3, 6:2                       |
| 2020                | ausgefallen, COVID-19-Pandemie | ausgefallen, COVID-19-Pandemie | ausgefallen, COVID-19-Pandemie |
| 2021                | Samir Banerjee                 | Victor Lilov                   | 7:5, 6:3                       |
| 2022                | Mili Poljičak                  | Michael Zheng                  | 7:62, 7:63                     |
| 2023                | Henry Searle                   | Jarloslaw Djomin               | 6:4, 6:4                       |
| 2024                | Nicolai Budkov Kjær            | Mees Röttgering                | 6:3, 6:3                       |
| 2025                | Iwan Iwanow                    | Ronit Karki                    | 6:2, 6:3                       |